# Alexandra Amalie von Bayern

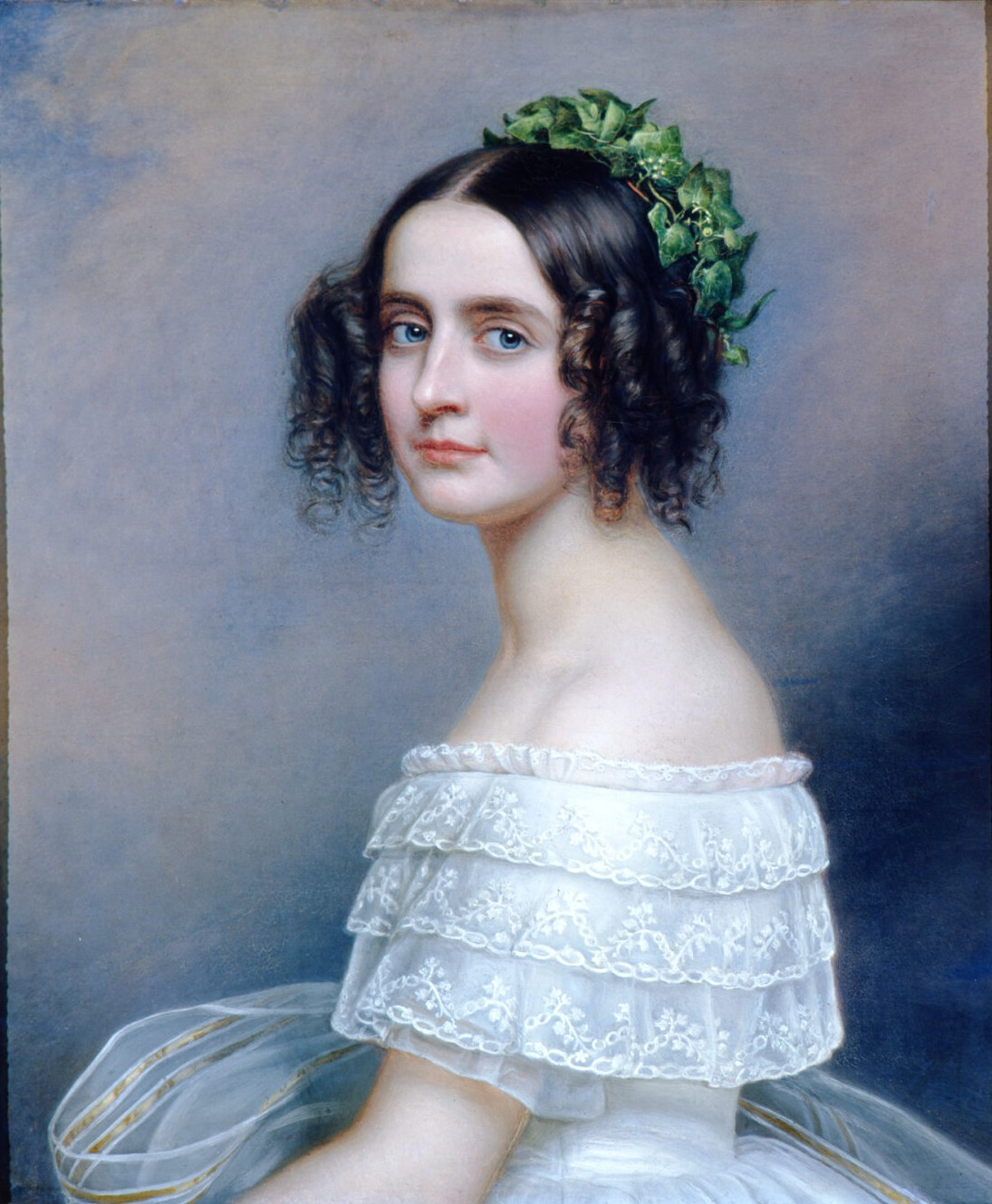
Joseph Karl Stieler: Alexandra Amalie von Bayern, Öl auf Leinwand, 1845; Gemälde für die Schönheitengalerie

Alexandra Amalie Prinzessin von Bayern (* 26. August 1826 auf Schloss Johannisburg in Aschaffenburg; † 8. Mai 1875 auf Schloss Nymphenburg in München) war ein Mitglied der bayerischen Königsfamilie aus dem Hause Wittelsbach und wirkte als Schriftstellerin und Übersetzerin.

## Leben
Alexandra Amalie war die fünfte und jüngste Tochter von König Ludwig I. von Bayern und dessen Ehefrau, der Prinzessin Therese von Sachsen-Hildburghausen. Ihr ältester Bruder war Maximilian II., ein weiterer der spätere Prinzregent Luitpold. Sie hing besonders an ihrer Mutter und versuchte nach deren Tod „dem Vater angenehm und nützlich zu sein“.
Nach seiner Scheidung 1850 hatte Louis Lucien Bonaparte, ein Neffe Napoleons, die Absicht, die Prinzessin zu heiraten. König Ludwig I. lehnte ab. Als Begründung wurde angeführt, dass es ihm "unmöglich sei, seine Tochter mit einem Napoleon zu verheiraten". Auch wies er auf dessen nicht allzu guten Gesundheitszustand hin.
Zeitlebens unverheiratet lebte sie abwechselnd in der Münchner Residenz, in Berchtesgaden, auf Schloss Leopoldskron, in der Villa Ludwigshöhe bei Edenkoben und in Aschaffenburg. In späteren Jahren wurde sie auf Wunsch ihres Vaters Oberste Vorsteherin und Äbtissin der Königlichen Damenstifte Zur Heiligen Anna in München und Würzburg. Sie war eine Wohltäterin der Stadt Aschaffenburg und erwarb sich bleibende Verdienste um die Armenfürsorge, indem sie zum Beispiel 1860 eine Armen- und Krankenküche in Aschaffenburg gründete. Nach dem Tod ihres Vaters König Ludwig I. erbte sie dessen naturhistorische Sammlung.
Alexandra Amalie war eine geübte Reiterin und besaß vier Pferde.
Alexandra werden mehrere psychische Störungen zugeschrieben, unter anderem übertriebener Drang zur Reinlichkeit. Täglich mussten nach dieser Quelle ihre Kleider gebürstet werden. Häufig nahmen die abendlichen Reinigungsrituale Stunden in Anspruch, so dass ihr Vater anwies, die Prinzessin möge sich spätestens um 23.00 Uhr zu Ruhe begeben.
Mit zunehmendem Alter litt sie außerdem an der Wahnvorstellung, ein gläsernes Klavier verschluckt zu haben. Als sie sich einmal übergeben musste, warfen Bedienstete ein kleines Klaviermodell in den Auswurf und erzählten ihr, dass sie nun das Möbel los wäre. Solche und ähnliche Verhaltensstörungen – andere Quellen nennen eine krankhafte Furcht vor Berührungen – waren vielleicht der eigentliche Grund, warum die Prinzessin nicht verheiratet werden konnte. Auch ein dreijähriger Aufenthalt in der Anstalt Illenau konnte an ihren Leiden nichts ändern.
Alexandra starb am 8. Mai 1875 an einem Gehirnschlag und wurde in der Theatinerkirche in München beerdigt.

## Werke
Auch ihr literarisches Wirken verband Alexandra Amalie mit Wohltätigkeit; so tragen die Titelseiten ihrer 1856 bis 1858 erschienenen Werke den Hinweis „Der Ertrag ist zum Besten des Maximilian-Waisen-Stiftes bestimmt“ und Das Kinder-Theater (1870) wiederum den Vermerk „Der Ertrag ist für die, von Gott sichtbar gesegnete, Marien-Krankenkost zu München bestimmt“.
- Feldblumen. Skizzen und Erzählungen von Alexandra, Königlichen Prinzessin von Bayern, obersten Vorsteherin des Maximilian-Waisen-Stifts in München, 1856 (Digitalisat bei archive.org)
- Weihnachtsrosen. Skizzen und Erzählungen von Alexandra, Königlichen Prinzessin von Bayern, obersten Vorsteherin …, 1858 (Digitalisat bei digitale-sammlungen.de)
- Phantasie- und Lebensbilder. Freie Übersetzungen aus dem Englischen und Französischen von Alexandra, Königlichen Prinzessin von Bayern, obersten Vorsteherin …, 1858 (Digitalisat bei Google books)
- Kleine historische Erzählungen. Nach dem Französischen der Eugénie Foa frei bearbeitet von Alexandra, königliche Prinzessin von Bayern, 1862; Widmung: „Ihrem guten Vater, König Ludwig I. von Bayern, dem Freunde und Beschützer der Künste, widmet dieses Büchlein die dankbare Tochter Alexandra.“ (Digitalisat bei Google books)
- Thautropfen. Übersetzungen aus dem Französischen und Erzählungen von Alexandra, k. Prinzessin von Bayern, 1863; Widmung: „Ihrer geliebten Schwägerin, Königin Maria von Bayern, in deren Herzen die Armen eine Zufluchtsstätte finden, widmet in Schwesterliebe dieses Büchlein Alexandra von Bayern.“ (Digitalisat bei Google books)
- Verträumte Stunden. Gedichte, 1865
- Das Kinder-Theater. Kleine Schauspiele von (Arnaud) Berquin. Für die deutsche Jugend frei bearbeitet von Alexandra, k. Prinzessin von Bayern, 1870; Widmung: „Diese Übersetzungen widme ich meinem geliebten Bruder, dem Prinzen Adalbert von Bayern, mit dem Wunsche, daß Gott dieselben zur nützlichen Unterhaltung für seine von mir herzlich geliebten Kinder und anderer kleinen Lesefreunde segnen möge.“ (Digitalisat bei Google books)

## Ahnentafel
| Ahnentafel von Alexandra Amalie von Bayern | Ahnentafel von Alexandra Amalie von Bayern                                                                               | Ahnentafel von Alexandra Amalie von Bayern                                                                               | Ahnentafel von Alexandra Amalie von Bayern                                                                                | Ahnentafel von Alexandra Amalie von Bayern                                                                                | Ahnentafel von Alexandra Amalie von Bayern                                                                                       | Ahnentafel von Alexandra Amalie von Bayern                                                                                       | Ahnentafel von Alexandra Amalie von Bayern                                                                                   | Ahnentafel von Alexandra Amalie von Bayern                                                                                   |
| ------------------------------------------ | --- | --- | --- | --- | --- | --- | --- | --- |
| Ururgroßeltern                             | Herzog Christian III. von Pfalz-Zweibrücken (1674–1735) ⚭ 1719 Karoline von Nassau-Saarbrücken (1704–1774)               | Joseph Karl von Pfalz-Sulzbach (1694–1729) ⚭ 1717 Elisabeth Auguste Sofie von der Pfalz (1693–1728)                      | Landgraf Ludwig VIII. von Hessen-Darmstadt (1691–1768) ⚭ 1717 Charlotte von Hanau-Lichtenberg (1700–1726)                 | Graf Christian Carl Reinhard von Leiningen-Dagsburg (1695–1766) ⚭ 1726 Katharina Polyxena von Solms-Rödelheim (1702–1765) | Herzog Ernst Friedrich II. von Sachsen-Hildburghausen (1707–1745) ⚭ 1726 Caroline von Erbach (1700–1758)                         | Herzog Ernst August I. von Sachsen-Weimar-Eisenach (1688–1748) ⚭ 1734 Sophie Charlotte von Brandenburg-Bayreuth (1713–1747)      | Karl zu Mecklenburg (1708–1752) ⚭ 1735 Elisabeth Albertine von Sachsen-Hildburghausen (1713–1761)                            | Georg Wilhelm von Hessen-Darmstadt (1722–1782) ⚭ 1748 Maria Luise Albertine zu Leiningen-Dagsburg-Falkenburg (1729–1818)     |
| Urgroßeltern                               | Herzog Friedrich Michael von Pfalz-Birkenfeld (1724–1767) ⚭ 1746 Maria Franziska Dorothea von Pfalz-Sulzbach (1724–1794) | Herzog Friedrich Michael von Pfalz-Birkenfeld (1724–1767) ⚭ 1746 Maria Franziska Dorothea von Pfalz-Sulzbach (1724–1794) | Georg Wilhelm von Hessen-Darmstadt (1722–1782) ⚭ 1748 Maria Luise Albertine von Leiningen-Dagsburg-Falkenburg (1729–1818) | Georg Wilhelm von Hessen-Darmstadt (1722–1782) ⚭ 1748 Maria Luise Albertine von Leiningen-Dagsburg-Falkenburg (1729–1818) | Herzog Ernst Friedrich III. Carl von Sachsen-Hildburghausen (1727–1780) ⚭ 1758 Ernestine von Sachsen-Weimar Eisenach (1740–1786) | Herzog Ernst Friedrich III. Carl von Sachsen-Hildburghausen (1727–1780) ⚭ 1758 Ernestine von Sachsen-Weimar Eisenach (1740–1786) | Großherzog Karl zu Mecklenburg-Strelitz (1741–1816) ⚭ 1768 Friederike Caroline Luise von Hessen-Darmstadt (1752–1782)        | Großherzog Karl zu Mecklenburg-Strelitz (1741–1816) ⚭ 1768 Friederike Caroline Luise von Hessen-Darmstadt (1752–1782)        |
| Großeltern                                 | König Maximilian I. Joseph (1756–1825) ⚭ 1785 Auguste Wilhelmine von Hessen-Darmstadt (1765–1796)                        | König Maximilian I. Joseph (1756–1825) ⚭ 1785 Auguste Wilhelmine von Hessen-Darmstadt (1765–1796)                        | König Maximilian I. Joseph (1756–1825) ⚭ 1785 Auguste Wilhelmine von Hessen-Darmstadt (1765–1796)                         | König Maximilian I. Joseph (1756–1825) ⚭ 1785 Auguste Wilhelmine von Hessen-Darmstadt (1765–1796)                         | Herzog Friedrich von Sachsen-Hildburghausen (1763–1834) ⚭ 1785 Charlotte Georgine Luise von Mecklenburg-Strelitz (1769–1818)     | Herzog Friedrich von Sachsen-Hildburghausen (1763–1834) ⚭ 1785 Charlotte Georgine Luise von Mecklenburg-Strelitz (1769–1818)     | Herzog Friedrich von Sachsen-Hildburghausen (1763–1834) ⚭ 1785 Charlotte Georgine Luise von Mecklenburg-Strelitz (1769–1818) | Herzog Friedrich von Sachsen-Hildburghausen (1763–1834) ⚭ 1785 Charlotte Georgine Luise von Mecklenburg-Strelitz (1769–1818) |
| Eltern                                     | König Ludwig I. (1786–1868) ⚭ 1810 Therese von Sachsen-Hildburghausen (1792–1854)                                        | König Ludwig I. (1786–1868) ⚭ 1810 Therese von Sachsen-Hildburghausen (1792–1854)                                        | König Ludwig I. (1786–1868) ⚭ 1810 Therese von Sachsen-Hildburghausen (1792–1854)                                         | König Ludwig I. (1786–1868) ⚭ 1810 Therese von Sachsen-Hildburghausen (1792–1854)                                         | König Ludwig I. (1786–1868) ⚭ 1810 Therese von Sachsen-Hildburghausen (1792–1854)                                                | König Ludwig I. (1786–1868) ⚭ 1810 Therese von Sachsen-Hildburghausen (1792–1854)                                                | König Ludwig I. (1786–1868) ⚭ 1810 Therese von Sachsen-Hildburghausen (1792–1854)                                            | König Ludwig I. (1786–1868) ⚭ 1810 Therese von Sachsen-Hildburghausen (1792–1854)                                            |
| Alexandra Amalie von Bayern                | | | | | | | | |